# Georg von Békésy
Georg von Békésy (3. června 1899 Budapešť – 13. června 1972 Honolulu, Havaj) byl maďarsko-americký biofyzik. Za své výzkumy mechanismu sluchového vnímání a vnitřního ucha savců byl roku 1961 oceněn Nobelovou cenou za fyziologii a lékařství.

## Život
Narodil se jako první ze tří dětí ekonomického diplomata, navštěvoval školy v Budapešti, v Mnichově a v Curychu. Vystudoval chemii v Bernu a doktorát fyziky obhájil roku 1926 na budapešťské univerzitě L. Eötvöse prací o rychlé metodě stanovení molekulární váhy. V letech 1923–1946 pracoval pro maďarskou poštu a roku 1928 publikoval první článek o vibracích ve vnitřním uchu. Roku 1946 odešel do Švédska a roku 1947 do USA, kde do roku 1966 působil na Harvardově univerzitě. Když jeho laboratoř roku 1965 vyhořela, přijal nabídku University of Hawaii a v Honolulu také zemřel.
Békésy byl také sběratel a velký znalec asijského umění a svoji sbírku odkázal Nobelově nadaci. Jeho mladší bratr, dr. Miklós Békésy (1903–1980) byl významný agrobiolog, vyznamenaný Kossuthovou cenou.

## Výzkum
Békésy vyvinul novou metodu pitvy, při níž zůstal hlemýžď zčásti vcelku, takže na něm mohl sledovat vibrace bazilární membrány Cortiho orgánu. Zjistil, že různé frekvence zvuku rozkmitávají bazilární membránu na různých místech podle její šířky: vyšší frekvence rozkmitávají membránu u báze hlemýždě, nižší frekvence u jeho vrcholu. Békésy pak vypracoval model, jak různé frekvence aktivují různá nervová vlákna podél hlemýždě, jeho model však nepomohl vysvětlit význam tohoto rozdělení frekvencí v procesu slyšení. V posmrtně uveřejněném článku napsal, že "časem dospěl k přesvědčení, že dehydrované kočky a aplikace Fourierovy analýzy byly víc a víc spíš překážkou pro výzkum sluchu.".

## Ocenění
Békésy získal celou řadu vědeckých ocenění:
- The Denker Prize in Otology (1931),
- Leibnizova medaile Berlínské akademie věd (1937),
- Guyotova cena za řeč a otologii, univerzita v Groningen (1939),
- Cena Budapešťské Akademie věd (1946),
- Shamboughova cena za otologii (1950).
- Čestné doktoráty univerzit v Münsteru (1955), Bernu (1959), Padově (1962), Buenos Aires (1968), Cordobě (1968), Hawaii (1969) a Semmelweissovy univerzity v Budapešti (1969).